# داركو ستويانوفيتش
داركو ستويانوفيتش (وُلد في 21 أغسطس 1970) هو مدرب كرة قدم محترف صربي، يشغل حالياً منصب المدير الفني لفريق الهلال في الدوري السعودي الممتاز للسيدات.

## المسيرة التدريبية

### النجم الأحمر بلغراد
تولى ستويانوفيتش مهام التدريب والإدارة الفنية لفريق النجم الأحمر بعد تأسيسه عام 2011. تم إيقافه مؤقتًا عن التدريب لمدة عام بسبب قرار من الاتحاد الصربي لكرة القدم.
أثناء فترة تدريبه للنجم الأحمر، لعب دوراً في تسهيل اتفاق بين دانييل نيستر، مساعد مدرب ألماني من أصول صربية يعمل مع سيدات فولفسبورغ، واللاعبة يوفانا دامنيانوفيتش.

### الهلال
في أغسطس 2023، أُعلن عن تعيين ستويانوفيتش مدربًا لفريق سيدات الهلال.
بعد تحقيقه ثلاث انتصارات متتالية من الجولة الخامسة حتى السابعة، حصل ستويانوفيتش على جائزة أفضل مدرب لشهر ديسمبر.

## الإحصائيات التدريبية
| الفريق  | الدولة   | من         | إلى                            | لعب | فاز | تعادل | خسر | له | عليه | الفرق  | ٪ فوز  |
| ------- | -------- | ---------- | ------------------------------ | --- | --- | ----- | --- | -- | ---- | ------ | ------ |
| الهلال  | السعودية | أغسطس 2023 | style="text-align:center" \|15 | 7   | 2   | 6     | 32  | 21 | +11  | 046٫67 |        |
| المجموع |          |            |                                | 15  | 7   | 2     | 6   | 32 | 21   | +11    | 046٫67 |

## الإنجازات
النجم الأحمر بلغراد
- وصيف الدوري الصربي الممتاز للسيدات: 2011–12، 2014–15، 2016–17، 2017–18